# Полковнику никто не пишет
«Полко́внику никто́ не пи́шет» (исп. El coronel no tiene quien le escriba) — повесть колумбийского писателя, нобелевского лауреата Габриэля Гарсиа Маркеса, опубликованная в 1961 году.

## Сюжет
Действие происходит в небольшом колумбийском городке в 1956 году. Главный герой — семидесятипятилетний полковник в отставке, ветеран Тысячедневной войны. Он живёт на окраине города со своей женой, и после смерти сына Агустина (его убили за распространение политических листовок) они влачат полунищенское существование. Полковник уже много лет ждёт письма из столицы по поводу пенсии, которая полагается ему как ветерану войны, но ему никто не пишет. В то же время он поддерживает связи с друзьями Агустина, которые подпольно занимаются оппозиционной деятельностью.
Старик возлагает надежду на боевого петуха, который сможет выиграть для них какие-то деньги, когда в январе начнутся петушиные бои, и кормит его, в то время как ему с женой бывает нечего есть. Его кум дон Сабас предлагает продать петуха, но полковник отказывается. 
До окончания срока закладной на дом остаётся два года, в доме почти не осталось еды, продана швейная машина, приносившая хоть какой-то доход. Но полковник кормит петуха, тренирует его и продолжает ждать письма. В доме не осталось ни крошки еды, жена полковника заболела. Промозглыми декабрьскими ночами полковника греют воспоминания о боевой юности. Он всё надеется с ближайшим почтовым катером получить письмо. Поддерживает его и то, что уже начались тренировочные бои и его петуху нет равных. Остаётся потерпеть сорок пять дней, убеждает полковник впавшую в отчаяние жену, и на её вопрос, что они будут есть всё это время, решительно отвечает: «Дерьмо».

## Художественные особенности
Повесть «Полковнику никто не пишет» — одно из ранних произведений Гарсиа Маркеса. Во время создания этой повести Гарсиа Маркес ещё не выработал свой фирменный стиль, известный как магический реализм. «Полковнику никто не пишет» — реалистический текст, отмеченный влиянием Эрнеста Хемингуэя.

## Экранизация
- «Полковнику никто не пишет» (режиссёр Артуро Рипштейн, 1999)

## Театральные постановки
- 1995 — в постановке Петра Мамонова и Олега Бабицкого, Московский драматический театр имени К. С. Станиславского.
- 2001 — в постановке Марины Глуховской, Омский академический театр драмы[1][2].

## Культурное влияние
- Название и настроение повести вдохновили группу «Би-2» на создание песни «Полковнику никто не пишет» (1998).